# Hans Martin Bille
Hans Martin Bille (født 11. marts 1732 i København, død 12. september 1788 sammesteds) var en dansk søofficer.
Han var søn af kaptajn Lars Bille (1683-1757) og Helvig Margrethe f. Møller, blev kadet reformé 1746 og kadet 1749, sekondløjtnant 1753, premierløjtnant 1757, kaptajn 1768 og avancerede til kommandørkaptajn 1778. I sit 17. år udkommanderedes han med schoutbynacht Michael Christian Ludvig Ferdinand Tønder og året efter om bord på fregatten Falster, der under kaptajn Simon Hooglant gik på togt i Middelhavet. Medens Bille 3. juni 1753 var i land i Saffia på Afrikas nordkyst, kom fregatten i brand og sprang i luften, hvorved 132 mand omkom. Efter flere andre udkommandoer sendtes han 1759 med fregatten Møen (kaptajn Meyer) til Vestindien; på hjemvejen udbrød en epidemi om bord, der bortrev chefen og 170 mand. 1765 sendtes han til Bornholm for at prøve anlægget af en krigshavn ved Arnager, hvilket foretagende dog senere blev opgivet. 1769 udnævntes han til tøjmester, hvilket embede han med megen dygtighed beklædte til sin død. Bille var en videnskabelig dannet og højst hæderlig mand. Under Frederik V anklagedes han for underslæb og blev stillet for en krigsret, men frifandtes med ære. Han døde 13. september 1788.
21. maj 1760 ægtede han i Helsingør Margrethe Lütken (døbt 30. juni 1736 - 12. maj 1812), en datter af den bekendte kaptajn Frederik Christopher Lütken; han havde to døtre og fem sønner.